# Carlos Benjamin da Silva Araujo
Carlos Benjamin da Silva Araujo (Niterói, 11 de junho de 1894 – Rio de Janeiro, 28 de maio de 1976) foi um farmacêutico e médico brasileiro.
Formado em farmácia pela Escola de Farmácia e Odontologia do Instituto Metodista Granbery em 1913 e doutorado medicina pela Faculdade de Medicina do Rio de Janeiro em 1919. Foi eleito membro da Academia Nacional de Medicina em 1932, sucedendo Antonio Maria Teixeira na Cadeira 95, que tem Joaquim Monteiro Caminhoá como patrono.